# Osei Kofi
Osei Kofi (Koforidua, Costa de Oro británica, 3 de junio de 1940) es un exfutbolista de Ghana que jugó en la posición de delantero.

## Carrera

### Club
| Periodo   | Club             | Apariciones | Goles |
| --------- | ---------------- | ----------- | ----- |
| 1961-1962 | Hearts of Oak    | 50          | 22    |
| 1962-1975 | Asante Kotoko SC | 340         | 151   |

### Selección nacional
Jugó para Ghana en 34 ocasiones de 1962 a 1974 y anotó 17 goles; ganó la Copa Africana de Naciones en dos ocasiones en tres participaciones, y participó en tres ediciones de los Juegos Olímpicos.

## Tras el retiro
Luego de que fracasara su fichaje para jugar en Europa en 1969 pasaría a ser sacerdote y trabajo como coordinador nacional para los Juegos Nacionales.

## Logros

### Club
- Liga de fútbol de Ghana (7): 1961-62, 1963–64, 1964–65, 1967-68, 1969, 1972, 1975
- Copa Presidente de Ghana (1): 1973
- Copa Africana de Clubes Campeones (1): 1970

### Selección
- Copa Africana de Naciones (2): 1963, 1965

### Individual
- Goleador de la Copa Africana de Naciones 1965[3]
- Mejor jugador de la Copa Africana de Naciones 1965